# Plougoulm
Plougoulm är en kommun i departementet Finistère i regionen Bretagne i västra Frankrike. Kommunen ligger i kantonen Saint-Pol-de-Léon som tillhör arrondissementet Morlaix. År 2022 hade Plougoulm 1 761 invånare.

## Befolkningsutveckling
Antalet invånare i kommunen Plougoulm
Referens:INSEE